# Лисандра (дочь Птолемея I)
Лисандра (др.-греч. Λυσάνδρα, III век до н. э.) — македонская аристократка, дочь Птолемея I Сотера, жена македонского царя Александра V. Овдовев, вышла замуж за Агафокла, сына Лисимаха. После казни Агафокла бежала к Селевку I Никатору и умоляла о мести, что послужило поводом для начала последней войны диадохов. По одной из версий, третьим браком вышла замуж за брата вифинского царя Никомеда I.

## Происхождение и первый брак
Родители Лисандры были отпрысками знатных македонских аристократических родов. Её отцом был диадох Птолемей I Сотер, который при распаде державы Александра Македонского установил свою власть над Египтом и рядом прилегающих территорий, а с 306/305 года до н. э. носил царский титул. Этот монарх был женат трижды и имел множество детей. Лисандра была дочерью от второй жены — Эвридики, дочери Антипатра, регента Македонской империи в 321—319 годах до н. э. В том же браке родились ещё одна дочь, Птолемаида, жена Деметрия Полиоркета и сын Птолемей Керавн. Предположительно в этом браке родились ещё сыновья Аргей и Мелеагр. Позже Птолемей Лагид женился на Беренике, которая родила ему ещё одного сына (тоже Птолемея) и двух дочерей, Арсиною (жену Лисимаха) и Филотеру.
Первым браком она была замужем за своим двоюродным братом Александром, сыном диадоха Кассандра. В августе 297 года до н. э. её муж стал царём Македонии. Однако, спустя три года он был убит по приказу Деметрия I Полиоркета. После смерти мужа Лисандре пришлось бежать в соседнюю Фракию, где правил Лисимах — враг Деметрия. По другой версии она вернулась в Египет к отцу.

## Жена Агафокла
Вторым браком Лисандра стала женой Агафокла, сына диадоха Лисимаха. Согласно Павсанию, это произошло после того как Лисимах вернулся из гетского плена, приблизительно в 292 году до н. э. Также древний автор утверждал, что на момент женитьбы Лисимаха на Арсиное у Агафокла уже были дети от Лисандры. Однако, согласно Плутарху, отец и сын одновременно женились на дочерях Птолемея около 300 года до н. э. Пытаясь разрешить это противоречие, американская исследовательница Грейс Макурди выразила мнение, что двойная свадьба была запланирована, но не состоялась, и тогда женился только Лисимах на Арсиное. Также высказывались мнения, что Агафокл мог быть женат дважды и первой его женой могла быть, неизвестная по имени, дочь Птолемея Лагида. Или же у египетского царя было две дочери по имени Лисандра и Агафокл был последовательно на них женат. Исследователь Крис Беннетт объяснял противоречия ошибкой древних источников. По его мнению, была только одна Лисандра, которая вышла замуж за Агафокла в конце 290-х годов до н. э.
Муж Лисандры Агафокл как старший сын должен был наследовать отцу. Однако Арсиноя хотела, чтобы царство унаследовали её дети, поэтому она интриговала против Агафокла. Прислушавшись к уговорам жены, Лисимах решил избавиться от старшего сына. Сначала Агафокла бросили в тюрьму, а потом его собственноручно убил единокровный брат Птолемей Эпигон, старший сын Арсинои. После убийства Агафокла в стране начались репрессии в отношении его сторонников. Поэтому Лисандра вместе с детьми, братом Птолемеем Керавном и братом мужа Александром бежали ко двору диадоха Селевка I Никатора и  умоляли его о мести.
Античный автор Аппиан Александрийский называл местом прибытия изгнанников древний город Вавилон на Ефрате, однако историк Станислав Смирнов указывал, что, на тот момент, Вавилоном и восточными сатрапиями управлял сын Селевка Антиох. Смирнов считал рассказ о встрече изгнанников с Селевком в Вавилоне проявлением «познейшего представления о царе Селевке как о властителе Азии».
В то время между последними диадохами были напряжённые отношения, и Селевк решил воспользоваться поводом для начала новой войны, рассчитывая использовать в своих целях влияние изгнанников. Лисимах был убит во время битвы при Курупедионе, и его государство было захвачено Селевком. Согласно Павсанию, в то время Лисандра находилась в свите Селевка. После долгих уговоров она согласилась позволить сыну Лисимаха Александру похоронить тело своего отца. Более она не упоминается в античных источниках. Историк Хелен Лунд указывала, что события связанные со смертью Лисимаха похожи на легенду и литературную условность. Эпизод с выпрашиванием Александром тела отца напоминает историю с погребением Полиника или аргивских воинов в «Просительницах» Еврипида.
Дети Лисандры и Агафокла упоминались только один раз в источниках, их имена неизвестны. Высказывалось предположение, что их старший сын мог быть назван в честь деда Лисимахом. Исследователь Бредфорд Уэллс считал что этот Лисимах был отцом династа Птолемея Тельмесского. Историк Хайнц Хайнен отмечал что нет доказательств существования у Лисандры и Агафокла потомков мужского пола, а династа считал сыном диадоха Лисимаха и Арсинои.

## После убийства Селевка
Уильямом Тарном была предложена гипотеза, позднее поддержанная другими историками, что Лисандру с детьми убили приближённые Селевка, после того как последний был убит Птолемеем Керавном. Иного мнения придерживался Огюст Буше-Леклерк, который считал, что после убийства Селевка Лисандра жила в государстве Селевкидов как частное лицо. Украинский исследователь Андрей Зелинский считал, что раз Птолемей Керавн заранее спланировал убийство Селевка, то он мог предварительно отослать сестру с детьми. Птолемей Керавн мог планировать использовать родственников в последующей политической игре.
Зелинский, опираясь на малораспространённый вариант прочтения отрывка из Юстина, предложенный Якобом Гроновием, предположил, что в рамках установления дружеских отношений с царём Никомедом I, Птолемей Керавн отправил Лисандру с детьми к вифинскому двору. Царевна могла выйти замуж за одного из братьев Никомеда I. По мнению исследователя, её дочерью или внучкой могла быть царевна Лисандра. Зелинский считал ошибочными сведения Флавия Арриана, который называл царевну дочерью Никомеда I и Дитизелы.
Также, после смерти брата, Лисандра могла способствовать установлению дружественных отношений между вифинским царём и новым правителем Македонии — её двоюродным братом Антигоном II Гонатом. Умерла Лисандра во время царствования Никомеда I, так как после смерти царя его брат женился на своей невестке — Этазете.